# Дом кино (телеканал)
«Дом кино» — российский телеканал, транслирующий фильмы и сериалы российского и советского производства с 2005 года. Вещание осуществляется круглосуточно. Входит в состав «Цифрового телесемейства» компании «Триколор». 15 ноября 2016 года телеканал перешёл на формат вещания 16:9.
В августе-сентябре 2020 года, в связи с истечением контракта компании с киностудией «Мосфильм» (права на показ фильмов этой киностудии были переданы новому телеканалу «Мосфильм. Золотая коллекция» компании «Цифровое телевидение»), телеканал заключил долгосрочные контракты с киностудией имени Горького и киностудией «Ленфильм».

## История
Вещание телеканала началось не в России, а на территории США в декабре 2005 года на платформе спутникового оператора DirecTV.
С момента запуска и до начала 2013 года телеканал вещал без рекламы. Исключение составляли проморолики телеканалов, входящих в пакет «Цифровое Телесемейство». С января 2013 года на телеканале показывается коммерческая реклама. Продавцом рекламы до декабря 2014 года выступала компания «Видео Интернешнл».
С 28 ноября 2020 года транслируются фильмы европейского производства, но в международной версии канала, которая транслируется на страны СНГ, Европы и США, эти фильмы заменяются на советские и российские, но в данное время эта замена не присутствует .
Помимо фильмов и сериалов на телеканале существует короткая программа собственного производства «Окно в кино» об истории российского кинематографа. Длительность каждого выпуска варьируется от 1 до 3 минут. Всего снято более 300 выпусков этой программы, показ этой программы в настоящее время прекращён.

## Скандалы
В марте 2025 г. телеканал заблюрил афиши рок-группы «ДДТ» во время показа фильма «Брат 2». Лидер «ДДТ» Юрий Шевчук публично осудил вторжение в Украину, из-за чего в России многие концерты группы были отменены.

## Сериалы собственного производства
- Третьего не дано
- Паршивые овцы
- Ангелы войны
- Красавчик
- Новогодний переполох
- Умник
- Золото „Глории“
- Так сложились звёзды
- Игра с огнём

## Зарубежное вещание
Отличительной особенностью телеканала является его доступность не только в России и СНГ, но и в тех странах, где есть большая русскоязычная диаспора. Помимо СНГ, где телеканал «Дом кино» транслируется основными крупными операторами платного ТВ, телеканал доступен у следующих операторов:
- США (DTH-оператор DirecTV, кабельный оператор WarnerMedia)
- Израиль (DTH-оператор Yes[англ.], Hot, Orange)
- Финляндия (операторы Maxivision и LumoTV)
- Франция (операторы Bouygues Telekom, Free, SFR)
- Болгария (операторы Megalan, SKAT, Balkan Devel Services JSC, Netera, Viora Interactiv)
- Польша (операторы EchoStar, SpTelek)
- Чехия (оператор UPC)
- Казахстан (кабельный оператор АлмаТВ)
- Кипр (операторы Cablenet и PrimeTel)
- Монголия (кабельный оператор Сансар)
- Азербайджан (кабельный оператор KATV1).
- Беларусь (кабельные операторы Космос-ТВ, ZALA, Скиф)

## Собственники
Телеканал «Дом кино» является частью «Цифрового телесемейства», принадлежащего компании «Триколор».
До 2022 года телеканал принадлежал АО «Первый канал. Всемирная сеть».

## Награды и премии
- Национальная премия «Большая Цифра — 2010», номинация «Фильмовый канал» (по итогам зрительского голосования)[11]
- «Золотой Луч — 2011», номинация «Телеканалы: кино и сериалы»
- «Золотой Луч — 2012», номинация «Телеканалы: кино и сериалы»
- Национальная премия «Большая Цифра — 2012», номинация «Фильмовый канал» (по итогам голосования жюри)[12]
- «Золотой Луч — 2014», номинация «Телеканалы: кино и сериалы»[13]
- Национальная премия «Большая Цифра — 2015», номинация «Фильмовый канал» (по итогам зрительского голосования)[14]
- Национальная премия «Большая Цифра — 2016», номинация «Фильмовый канал» (по итогам зрительского голосования)[15]
- Международная премия «Eutelsat TV Awards[англ.] — 2016», номинация Cinema («Кино»)[16][17]